# اچ‌ام‌اس بریلینت (۱۷۷۹)
اچ‌ام‌اس بریلینت (۱۷۷۹) (به انگلیسی: HMS Brilliant (1779)) یک کشتی بود که طول آن ۱۲۰ فوت ۶ ۱⁄۴ اینچ (۳۶٫۷۳۵ متر) بود. این کشتی در سال ۱۷۷۹ ساخته شد.